# In Hell with Ivo
In Hell with Ivo ist ein bulgarisch-US-amerikanischer Dokumentarfilm in der Regie von Kristina Nikolova aus dem Jahr 2025. Er feierte am 9. Mai 2025 beim 40. DOK.fest München seine Weltpremiere in der Programmreihe About Art. Im Zentrum der Handlung steht der queere bulgarische Künstler Ivo Dimchev, der sowohl als Singer-Songwriter als auch in der Bildenden und Performance-Kunst tätig ist.

## Handlung
Regisseurin Kristina Nikolova begleitete Ivo Dimchev rund fünf Jahre lang mit der Kamera. Der Film zeigt ihn in seinem Auftrittsalltag im Direct-Cinema-Stil. Die dokumentarische Filmerzählung beginnt in der Covid-Zeit bei kostenlosen Hauskonzerten in Privatwohnungen, die Dimchev in Bulgarien gegeben hat. Im Film erklärt er, dies sei für ihn die Alternative zu Online-Auftritten. Die Kamera ist weiter bei Konzerten und Besprechungen dabei und folgt ihm bei seinem Versuch, als Künstler in den USA Fuß zu fassen, nach New York.
Der queere Künstler mischt, so das Online-Magazin Queer.de, in seinen Performances „Elemente aus Drag, Theater, Performance und Musik, seine Songs bewegen sich zwischen Pop, Oper und Cabaret, gerne in Verbindung mit bulgarischer Folklore“. Seine provokanten Songs und polarisierenden Äußerungen, ebenso wie der Umstand, dass er offen mit seinem Schwulsein umgeht und damit, dass er HIV-positiv ist, führen zu Hassbotschaften in den Sozialen Medien. Vor der Kamera liest er eine Nachricht vor, die detailreich schildert, auf welche Art Ivo Dimchev in der Fantasie des Absenders getötet wird, was ihn äußerlich unbeeindruckt lässt.
Im Laufe des Films kommt auch seine Mutter zu Wort, die erklärt, ihr Sohn sei die Liebe ihres Lebens. Dimchev schildert, dass sein Vater ihn geschlagen habe, was der Vater abstreitet.

## Rezeption
Fabian Schäfer findet in queer.de, dem Film gelinge es „in wenigen Momenten, die dafür umso aufschlussreicher“ seien, „die Person hinter der Kunstfigur zu greifen.“ Insgesamt könne der Film jedoch „in seiner Machart kaum mit einer Person mithalten, die so wild, schrill, vielseitig und alles in allem extrem ist.“ Er zieht das knappe Fazit: „Ivo Dimchevs Performances knallen, die Doku aber nicht.“

## Auszeichnungen
- 2024: Avanpost Award, HBO Max Award und The Institute of Documentary Film (IDF) – East Silver Caravan Award im Rahmen der vom Sarajevo Film Festival und Balkan Documentary Center ausgerichteten Docu Rough Cut Boutique[3][4]